# Bassia pulverulenta
Bassia pulverulenta là loài thực vật có hoa thuộc họ Dền. Loài này được H.Lindb. mô tả khoa học đầu tiên năm 1946.